# Annandag
Annandag är i nordisk luthersk tradition den andra dagen av en kyrklig högtid, alternativt dagen efter en kyrklig högtidsdag. Annandagar har generellt räknats som allmänna helgdagar, och de allmänna helgdagarna är i stort de samma över hela Norden.
Annandagsfirandet har historiskt sin rot i firandet av oktav vid de stora högtiderna jul, påsk och pingst. Under medeltiden utvecklades oktaven till att jul-, påsk- och pingstdagarna firades med fyra dagar vardera. Från 1700-talet har dock antalet helgdagar stadigt minskats, genom att de strukits ur kyrkolagstiftningen eller flyttats från vardagar till att alltid infalla på en lördag eller söndag. I Sverige och Finland genomfördes en stor minskning av antalet helgdagar genom 1772 års förordning om vissa helgdagar, då bland annat samtliga tredje- och fjärdedagar ströks.
Annandagar firas även i andra kyrkliga eller nationella traditioner under andra namn, ibland även med en annan innebörd. I den engelsktalande världen är exempelvis annandag jul känd som Boxing Day, och i Irland är annandag påsk (Easter Monday) både en kyrklig helgdag och en minnesdag för landets självständighet från Storbritannien.
| Annandagar / Länder | Danmark | Finland              | Grönland | Island | Norge  | Sverige              |
| ------------------- | ------- | -------------------- | -------- | ------ | ------ | -------------------- |
| Annandag påsk       | Ja      | Ja                   | Ja       | Ja     | Ja     | Ja                   |
| Annandag pingst     | Ja      | Nej, inte sedan 1973 | Ja       | Ja     | Ja     | Nej, inte sedan 2004 |
| Annandag jul        | Ja      | Ja                   | Ja       | Ja     | Ja     | Ja                   |
| Referenser          | [ 5 ]   | [ 6 ] [ 7 ]          | [ 8 ]    | [ 9 ]  | [ 10 ] | [ 11 ] [ 12 ]        |

## Upphörande under 1900- och 2000-talet
Pingstdagen infaller på en söndag och annandag pingst på följande måndag, vilket innebär att annandagen leder till produktionsbortfall för näringslivet och ökade kostnader för det offentliga. I Finland avskaffades därför annandag pingst 1973.
Fram till 2004 var annandag pingst också allmän helgdag i Sverige. Efter en statlig utredning föreslog då regeringen Persson att Sveriges nationaldag skulle bli allmän helgdag. För att finansiera de ökade kostnaderna som en ny helgdag innebär föreslog regeringen samtidigt att annandag pingst skulle upphöra att vara allmän helgdag. Riksdagen beslutade om förändringen den 1 december 2004, och den trädde i kraft från och med nästföljande år.